# Pardosa intermedia
Pardosa intermedia is een spinnensoort in de taxonomische indeling van de wolfspinnen (Lycosidae).
Het dier behoort tot het geslacht Pardosa. De wetenschappelijke naam van de soort werd voor het eerst geldig gepubliceerd in 1903 door Friedrich Wilhelm Bösenberg.